# Ödön Lechner

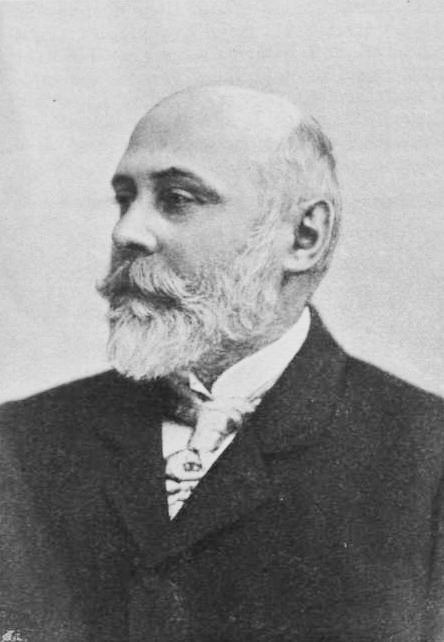
Ödön Lechner

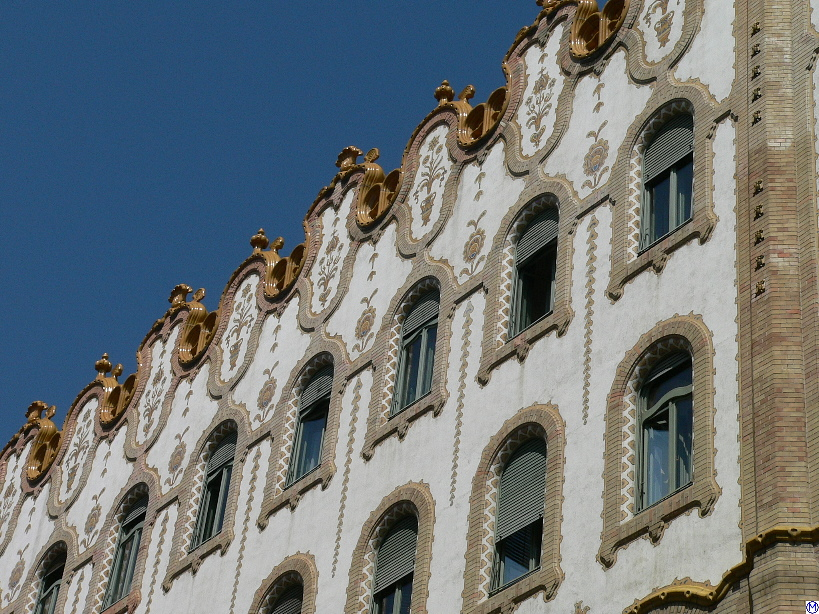
De Postspaarbank (Postatakarékpénztár) in Boedapest (2006)

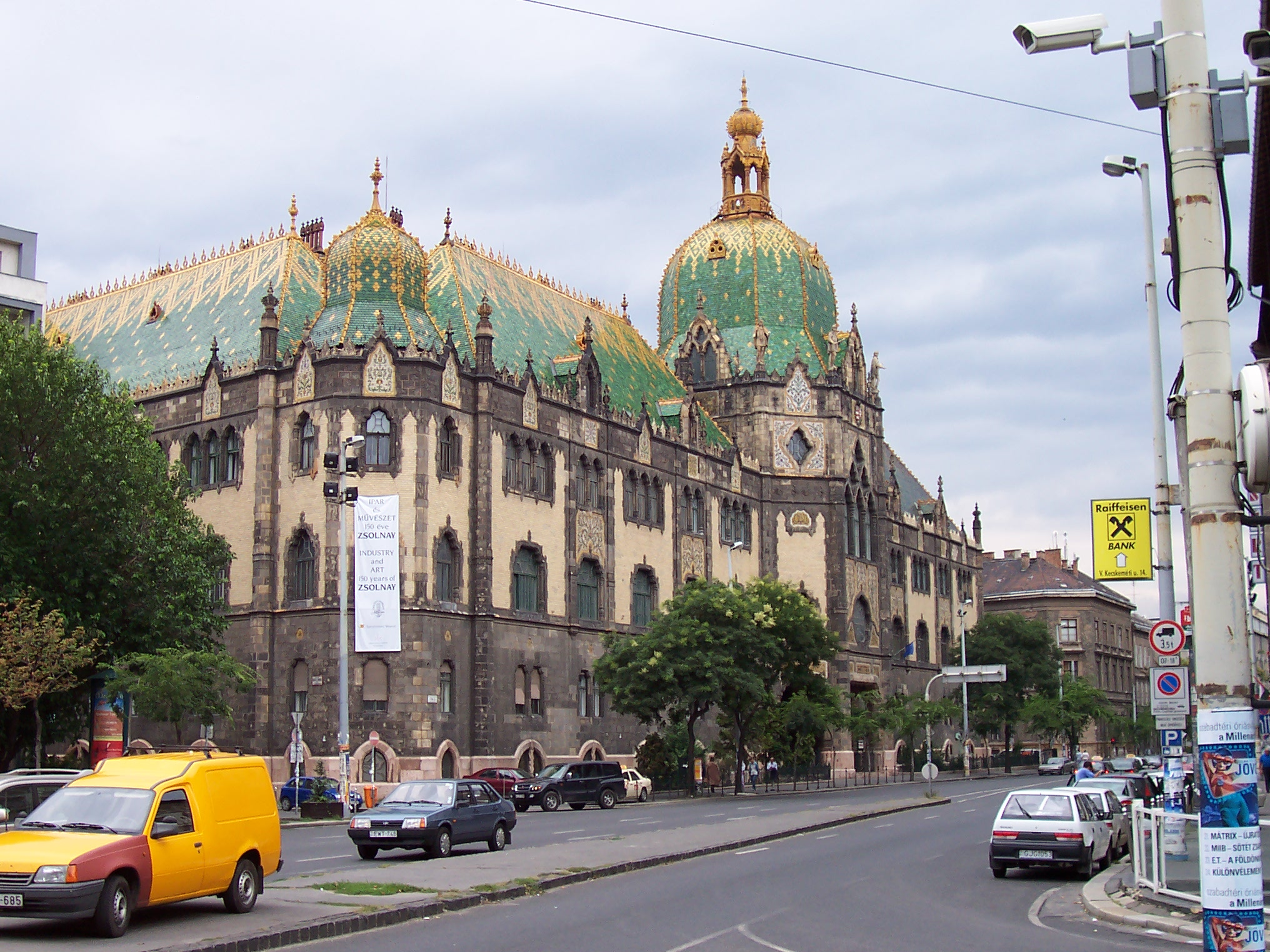
Het Museum voor Kunstnijverheid (Iparművészeti Múzeum) in Boedapest (2004)

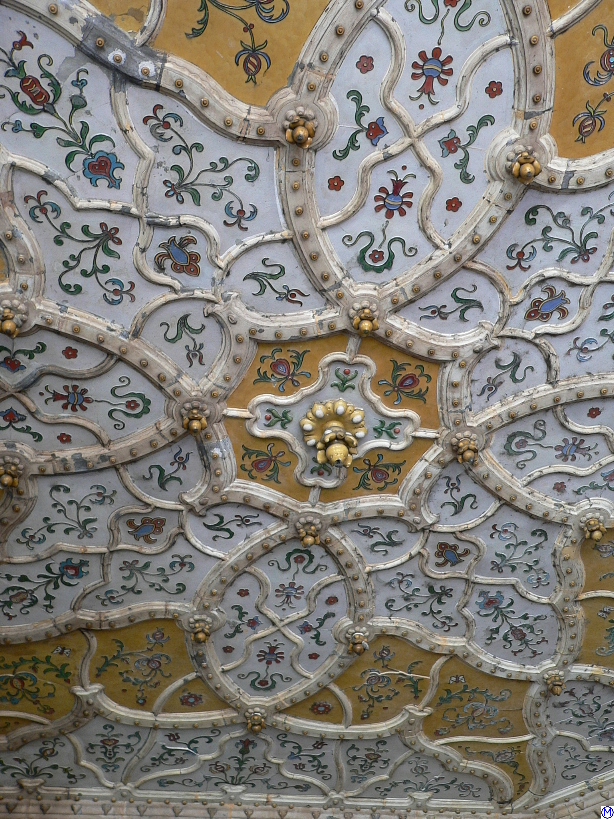
Plafond in het Museum voor Kunstnijverheid in Boedapest (2006)

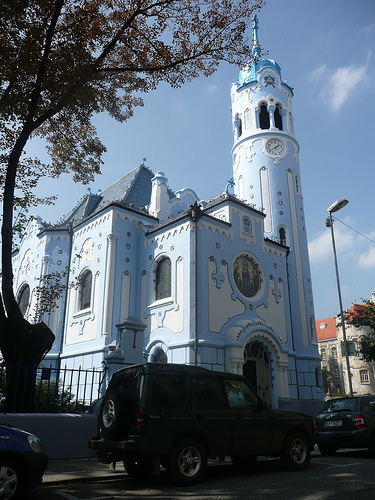
De St. Elisabethkerk ("Blauwe Kerk") in Bratislava (2007)

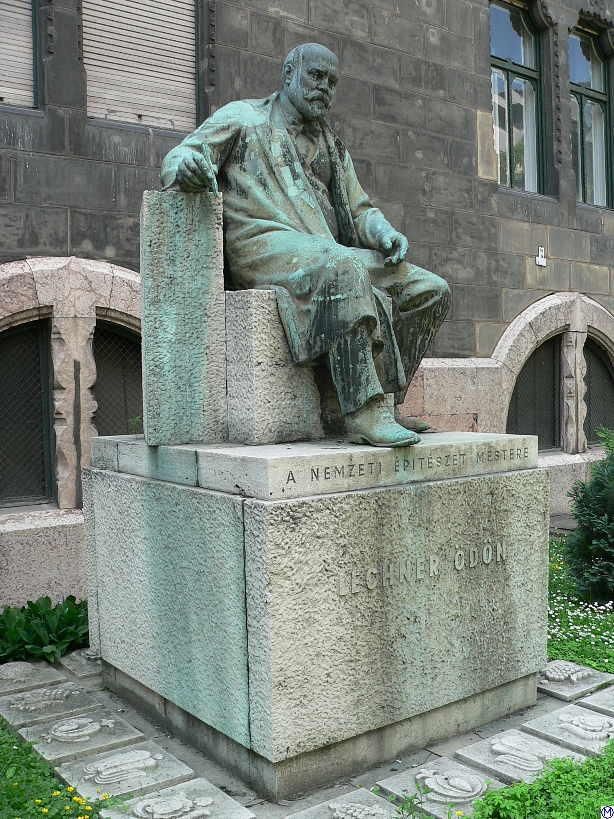
Monument voor Ödön Lechner, Budapest

Ödön Lechner (Pest, 27 augustus 1845 – Boedapest, 10 juni 1914) was een Hongaars architect. Hij was de grondlegger van de Hongaarse variant van de jugendstil, een stijl die ter plaatse, naar Oostenrijks voorbeeld, szecesszió wordt genoemd. Zijn voornaamste werken zijn de gebouwen van de Postspaarbank, het Museum voor Kunstnijverheid en het Geologisch Museum in Boedapest en de stadhuizen van Kecskemét en Szeged. Karakteristiek voor Lechner zijn de oriëntaalse motieven die hij in de Hongaarse jugendstil inbracht en het veelvuldige gebruik van pyrograniet, een synthetische steensoort die door de aardewerk- en porseleinfabriek van Vilmos Zsolnay was ontwikkeld.

## Leven en werk
Lechner werd geboren in een welgestelde burgerfamilie van Zuid-Duitse afkomst. Zijn vader had in Pest een steenfabriek en in het voorgeslacht kwamen veel aannemers voor. Hij volgde zijn schoolopleiding in Pest, begon zijn beroepsopleiding daar ook en zette deze voort aan de Berliner Bauakademie. Aanvankelijk vestigde hij zich als zelfstandig architect, waarbij hij woongebouwen ontwierp in de destijds modieuze neorenaissancestijl. Later richtte hij samen met Gyula Pártos een architectenbureau op. Van hen beiden was Pártos de zakenman en Lechner de kunstenaar. De vele opdrachten die het bureau kreeg werden grotendeels in een historiserende stijl gerealiseerd. Het bureau deed, mede door de vereniging van Boeda en Pest in 1873 en de daarop volgende bouwexplosie, goede zaken.
Kort na zijn huwelijk stierf Lechners echtgenote. Lechner stapte uit het bureau en ging zijn geluk in het buitenland beproeven. Tussen 1875 en 1878 maakte hij in Parijs bij Clément Parent kennis met de art nouveau en werkte mee aan de bouw en restauratie van een aantal Franse kastelen. Na zijn terugkeer naar Hongarije ging hij opnieuw samenwerken met Pártos. De belangrijke openbare gebouwen die ze mochten ontwerpen, werden nog steeds gekarakteriseerd door een historiserende stijl. Dat veranderde pas na Lechners reis in 1889-1890 naar Londen, waar hij in aanraking kwam met de plaatselijke modern style.
Sindsdien was het Lechners streven om een nieuwe stijl te ontwikkelen op basis van Hongaarse volksmotieven. Ook ging hij gebruikmaken van oriëntaalse motieven, waarvan destijds in Hongarije werd aangenomen dat ze aan de basis stonden van de Hongaarse volkskunst. Lechners motto, dat hij in 1906 in een kunsttijdschrift zou formuleren, luidde: Een Hongaarse vormentaal was er niet, maar zal er zijn. Lechner had goede relaties met de aardewerkfabriek van Vilmos Zsolnay en had een voorliefde voor het groenachtig grijze pyrograniet-majolica, een granietachtige synthetische steensoort die door de Zsolnay-fabriek was ontwikkeld. Lechners stijl wordt in de eerste plaats met de Oostenrijkse jugendstil verbonden door zijn toepassing van gevarieerde, op gebogen lijnen berustende ornamentiek. In andere opzichten wijkt hij ook af van Oostenrijkse geestverwanten als Otto Wagner: Wagner was bijvoorbeeld in tegenstelling tot Lechner wars van nationale overwegingen.
In 1896, na de voltooiing van het Museum voor Kunstnijverheid, kwam er een eind aan de samenwerking met Pártos. Daarbij slaagde Lechner er niet in om bij het verwerven van opdrachten gelijke tred te houden met zijn vroegere compagnon. Niettemin kwamen er nog een aantal karakteristieke gebouwen tot stand, waarvan het gebouw van de Postspaarbank in Boedapest (1901) het bekendst is. Het is daarbij opmerkelijk dat Otto Wagner enkele jaren later in Wenen een gebouw met exact dezelfde functie zou ontwerpen, zodat beide architecten goed vergeleken kunnen worden.
Lechners werk wordt wel vergeleken met dat van de iets jongere Antoni Gaudí die, weliswaar op een heel andere plaats in Europa, eveneens op basis van de jugendstil een heel eigen stijl ontwikkelde.

## Selectie van werken
- 1882-1882: Stadhuis te Szeged (neobarok, samen met Pártos)
- 1882-1884: Woongebouw van het Pensioeninstituut van de Hongaarse Staatsspoorwegen (MÁV Nyugdíjintézet bérháza, later koffiehuis Drechsler) te Boedapest (samen met Pártos)
- 1885-1886: Comitaatshuis (thans stadhuis) te Nagybecskerek (thans Zrenjanin, Servië; samen met Pártos).
- 1888-1889: Thonet-huis te Boedapest (samen met Pártos)
- 1890-1896: *Stadhuis te Kecskemét (samen met Pártos)
- 1891-1896: *Museum voor Kunstnijverheid (Iparművészeti Múzeum) te Boedapest (samen met Pártos)
- 1891-1897: *St. Ladislauskerk (Szent László-plébániatemplom) te Boedapest
- 1896-1899: *Geologisch Instituut (thans Geologisch Museum) te Boedapest
- 1899-1901: *Postspaarbank (Postatakarékpénztár) te Boedapest
- 1907-1913: St. Elisabethkerk in Pozsony (Presburg; thans Bratislava, Modrý Kostelik, Blauwe Kerk).

*Deze gebouwen werden in mei 2008 voorgedragen voor opname in de Unesco-Werelderfgoedlijst.
- Biblioteca Nacional de España: XX5573035
- Bibliothèque nationale de France: cb169251113 (data)
- Catàleg d'autoritats de noms i títols de Catalunya: 981058519589306706
- CiNii: DA04525888
- Gemeinsame Normdatei: 119299801
- International Standard Name Identifier: 0000 0001 0887 4018
- Library of Congress Control Number: n83025442
- Bibliotheek van het Japanse parlement: 00620986
- Nationale Bibliotheek van Tsjechië: xx0142470
- Nationale Bibliotheek van Israël: 987007434057205171
- Nationale Bibliotheek van Polen: a0000002652438
- Réseau des bibliothèques de Suisse occidentale: 02-A025643851
- RKD-Nederlands Instituut voor Kunstgeschiedenis: 303758
- Système universitaire de documentation: 153586869
- Union List of Artist Names: 500018844
- Virtual International Authority File: 35263153
- WorldCat: E39PBJdcvQV96vhRhpg6pJdCwC